# Tim Rescala
Luiz Augusto Rescala (Rio de Janeiro, 21 de novembro de 1961), mais conhecido como Tim Rescala, é um humorista, compositor, produtor musical e pianista brasileiro.
Como diretor de teatro, já foi indicado e vencedor de diversos prêmios, como a peça infantil Makuru - Um musical de ninar (2017), que faturou o Prêmio Zilka Salaberry e o Prêmio CBTIJ.
Atuou na Escolinha do Professor Raimundo como Capilé Sorriso, com o bordão "Presente e sorridente", e no filme televisivo Grupo Escolacho, exibido pela Rede Globo, contracenando ao lado de nomes como Xuxa, Bruno Mazzeo, Selton Mello e Drica Moraes. Fez a direção musical da série Estados Anysios de Chico City, uma comédia de sátira política criada por Chico Anysio. No cinema, protagonizou Por Incrível Que Pareça, em 1986, comédia fantástica sobre um homem que tem sua cabeça cortada em um acidente e ambas as partes continuam com vida; também em 1986, atuou em Rock Estrela, filme musical com diversos artistas do rock nacional da década.
Descendente de libaneses, é criador e produtor do programa de rádio Blim-Blem-Blom, que apresenta a música clássica para crianças de forma lúdica.

## Filmografia

### Televisão:
| Ano       | Título                          | Papel              | Notas                  |
| --------- | ------------------------------- | ------------------ | ---------------------- |
| 1986      | Memórias de um Gigolô           | Epitacinho         |                        |
| 1986      | Tele Tema                       |                    | Episódio: Bar Doce Bar |
| 1987      | Direito de Amar                 | Bodoque (Teotônio) |                        |
| 1990      | La Mamma                        | pianista           |                        |
| 1990-1995 | Escolinha do Professor Raimundo | Capilé Sorriso     |                        |

### Cinema:
| Ano  | Título                  | Papel        | Notas |
| ---- | ----------------------- | ------------ | ----- |
| 1985 | Por Incrível Que Pareça | Marcos Silva |       |
| 1986 | Rock Estrela            | Carlos       |       |